# Cyphia undulata
Cyphia undulata là loài thực vật có hoa trong họ Hoa chuông. Loài này được Eckl. ex C.Presl mô tả khoa học đầu tiên năm 1837.